# ワルテレス・サムルガチェフ
ワルテレス・サムルガチェフ (ロシア語:Вартерес Вартересович Самургашев、1979年9月13日-)は、ロシアのロストフ・ナ・ドヌ出身のレスリング選手。2000年シドニーオリンピックレスリンググレコローマンスタイル63kg級の金メダリストである。また、2004年アテネオリンピックレスリング同74kg級でも銅メダルを獲得している。

## 実績
- オリンピック
  - 2000年シドニーオリンピック　金メダル
  - 2004年アテネオリンピック　銅メダル
- 世界選手権
  - 優勝　2002、2005年
- ヨーロッパ選手権
  - 優勝　2000、2006年
  - 2位　2002年